# Маралит, Марселино Антонио
Марселино Антонио Маралит, полное имя — Марселино Антонио Малабанан (филипп. Marcelino Antonio Malabanan Maralit, 18 мая 1969 года, Манила, Филиппины) — католический прелат, четвёртый епископ Боака с 31 декабря 2014 года.

## Биография
Родился 18 мая 1969 года в городе Манила, Филиппины. Начальное образование получил в школе «Canossa Academy» в 1979 году, после чего продолжил получать среднее образование в колледже «De la Salle» в городе Липа. В 1981 году поступил в начальную семинарию Святого Франциска Сальского, по окончании которой продолжил изучать философию в высшей духовной семинарии имени святого Франциска Сальского в городе Липа. В 1889 году поступил на обучение в университет Наварры (Испания), которой окончил в 1994 году с научной степенью лицензиата богословия.
13 марта 1995 года в возрасте 26 лет принял священническое рукоположение для служения в архиепархии Липы. В 1999/2000 годах учился в Риме в Григорианском университете и Папском университете Святого Креста. Получил научную степень лицензиата по церковной истории.
Будучи епархиальным священником, занимал следующие церковные должности:
- викарий в приходе Непорочного Зачатия Пресвятой Девы Марии в населённом пункте Бауан (1995—1996)
- профессор в высшей духовной семинарии Святого Франциска Сальского (1995—1999)
- ассистент председателя епархиального Совета по призваниям (1996—1998)
- профессор и вице-директор по учебной части в теологической семинарии имени Франциска Сальского в городе Липа (2003—2009)
- ректор теологической семинарии имени Святого Франциска Сальского (2009—2013)
- викарий прихода Святейшего Младенца Иисуса в городе Липа (2011—2013)
  - епархиальный священник прихода Воздвижения Святого Креста в городе Алитагтаг (с 2013 года до назначения в епископа)

31 декабря 2014 года Римский папа Франциск назначил Марселино Маралита четвёртым епископом Боака после назначения его предшественника епископа Рейнальдо Гонды Евангелисты епископом Имуса. 13 марта 2015 года в кафедральном соборе Липы состоялось его рукоположение в епископа, которое совершил архиепископ-эмерит Манилы кардинал Гауденсио Борбон Росалес в сослужении с архиепископом Манилы кардиналом Луисом Антонио Гокимом Тагле и титулярным архиепископом и апостольским нунцием на Филиппинах Джузеппе Пинто. 17 марта 2015 года в городе Баок состоялось его введение в должность в соборе Непорочного Зачатия Пресвятой Девы Марии.